# Urtepotteskjuler
En urtepotteskjuler eller potteskjuler er et redskab der bruges i haven samt i hjemmet. Potteskjulerens funktion består i at dække potten planten leveres i, der ofte ikke er særlig køn.